# Gniewomirowice
Gniewomirowice – wieś w Polsce położona w województwie dolnośląskim, w powiecie legnickim, w gminie Miłkowice, nad potokiem Lubiatówka.

## Podział administracyjny
W latach 1975–1998 miejscowość administracyjnie należała do województwa legnickiego.

## Zabytki
- folwark, budynki są użytkowane zgodnie z ich charakterem, lecz są bardzo zaniedbane. Zachowany jest mur oddzielający ogrody od drogi dojazdowej do folwarku. Teren zielony z ogrodami, usytuowany na zachód i północny zachód od folwarku, na skarpie, ma nadal charakter terenu zielonego z oczkami wodnymi i przepływającym przezeń strumieniem. Jego układ nie utrzymał się[4]